# Anna Maria Mozzoni
Anna Maria Mozzoni (Milano, 5 maggio 1837 – Roma, 14 giugno 1920) è stata una giornalista italiana, attivista dei diritti civili e pioniera del movimento di emancipazione delle donne in Italia.

## Biografia
Anna Maria (all'anagrafe Marianna) ebbe genitori che vantavano origini nobili: il padre Giuseppe Mozzoni, fisico e matematico, aveva casa e terre a Rescaldina, dove Anna Maria e i due fratelli maggiori passarono l'infanzia, mentre la madre Delfina Piantanida, appartenente all'alta borghesia milanese, possedeva terre in quel di Cuggiono. Ciò malgrado, Anna Maria fu mandata nel 1842 nel Collegio delle «fanciulle nobili e povere» di Milano. Da quell'ambiente bigotto e austriacante uscì nel 1851 con idee «tutte contrarie a quelle che si professavano».
Le idee di Mozzoni erano quelle dei genitori, nella cui casa poteva trovare i libri degli illuministi francesi e quelli di Fourier, di Filangieri, di Mazzini, di Parini, di Carlo Porta. La madre, oltre ai valori risorgimentali, le mostrava il «comun pregiudizio che alla donna interdice il libero pensiero». Il padre, appassionato di scienza, inventore di una macchina per tagliare le foglie del gelso e di un apparecchio «per estrarre i veleni dallo stomaco», finì per dedicarsi con la figlia adolescente alle sedute spiritiche e a cercare prove sperimentali dell'esistenza di Dio.
Queste ultime esperienze verranno presto condannate da Mozzoni, ma anche giustificate contro «il gretto esclusivismo che chiude la via all'esame e trascura per disciplina di partito gli interessi supremi della verità». Nello stesso tempo, rivendicava la sua libertà di esame e di giudizio: «Non mi ritengo appigliata a nessuna setta, a nessun sistema, a nessuna scuola. Non credo all'infallibilità del Papa, ma rinnegando questa, non sostituisco quella di Mazzini, né di nessun altro».Nell'ambiente mazziniano, comunque, trova altre donne interessate al tema dell'emancipazione femminile, come ad esempio Giorgina Saffi, l'autorevole moglie di Aurelio Saffi, l'erede politico di Mazzini.
Dedicato alla madre e rivolto alle giovani donne, nella speranza che il Risorgimento politico fosse anche un risorgimento femminile, è lo scritto La donna e i suoi rapporti sociali, pubblicato nel 1864. Convinta repubblicana, non esita a rimproverare a Mazzini e ai suoi seguaci l'idea conservatrice che il posto della donna stia soltanto nella famiglia: «non dite più che la donna è fatta per la famiglia, che nella famiglia è il suo regno e il suo impero! Le son queste vacue declamazioni come mille altre di simil genere! Ella esiste nella famiglia, nella città, in faccia ai pesi e ai doveri; di questi all'infuori, ella non esiste in nessun luogo».
Ancora più aspra è la polemica verso Proudhon, che ella aveva conosciuto nel 1857 dagli articoli di Jenny d'Héricourt, apparsi sul periodico «La ragione» diretto da Ausonio Franchi, contro l'utopista francese che condannava le donne, in quanto ritenute esseri inferiori mentalmente e moralmente, all'esclusione da ogni partecipazione attiva nella società, una posizione che costituiva un arretramento rispetto ai riformatori del Settecento.
D'altra parte, anche Mozzoni ritiene che la generalità delle donne, «a causa della fitta tenebra di sessanta secoli» d'oppressione, non sia ancora matura per l'esercizio del diritto elettorale politico, e si accontenta di richiedere il diritto al voto amministrativo, come primo passo all'acquisizione dei pieni diritti elettorali. Questo, insieme con il diritto all'istruzione, all'accesso alle professione e agli impieghi, e a una riforma del diritto di famiglia, fanno parte delle richieste da lei formulate in 18 punti, pur parziali e insufficienti «per lo spirito dei tempi ancora bambini», con le quali si conclude il libro.
Analoghi sono i temi de La donna in faccia al progetto del nuovo Codice civile italiano, un breve scritto pubblicato a Milano nel 1865. L'occasione era data dal progetto di riforma del codice civile del ministro Pisanelli che, per quanto limitata, aveva suscitato la forte opposizione del Senato. La riforma introduceva nel Regno il matrimonio civile, emancipando lo Stato «da una religione dominante che è implicita depressione dei culti tollerati» e obbedendo «al principio di libertà di coscienza», ma manteneva il predominio del marito sulla moglie, secondo un «monarcato» familiare da cui non si aveva «il coraggio civile d'emanciparsi».
In quegli anni nascevano, su iniziativa dei circoli democratici e delle Società femminili di mutuo soccorso, alcune scuole professionali riservate alle ragazze. Nello scritto del 1866 Un passo avanti nella cultura femminile. Tesi e progetto, Mozzoni ne sottolineava i limiti e la precarietà dell'esistenza, e suggeriva un insegnamento adeguato con l'introduzione dello studio delle lingue straniere, delle scienze e anche della storia della condizione femminile nel mondo, quale avviamento all'acquisizione di quello «spirito di libertà» necessario a formare «cittadine di uno stato moderno».
Il 24 novembre 1867 Anna Maria Mozzoni tenne una conferenza, poi raccolta nel volume Il Bonapartismo in Italia. Memoria, originata dall'impresa garibaldina fallita a Mentana per il decisivo intervento delle truppe francesi. L'obiettivo della politica italiana di Luigi Bonaparte, secondo Mozzoni, è quello di restaurare il papato, «avvalorandolo del principio che gli manca, cioè di una dose di radicalismo che lo concili col tempo», per poterlo imporre in Italia e «farne centro a un movimento di razza e quindi imperante sul mondo latino».
Nel 1870, dopo aver tradotto The Subjection of Women di John Stuart Mill, fu chiamata da Vincenzo De Castro a insegnare filosofia morale nel Liceo femminile «Maria Gaetana Agnesi» di Milano, e con Maria Antonietta Torriani, la futura Marchesa Colombi, insegnante di letteratura nello stesso Liceo, nel marzo del 1871 tenne un giro di conferenze a Genova e a Firenze.
Nel 1885, si recò a Portoferraio (Isola d'Elba), assieme al deputato Agostino Bertani, per far visita all'anarchico Giovanni Passannante, condannato prima a morte e poi all'ergastolo per aver tentato di assassinare il re Umberto I. Mozzoni e Bertani rimasero scioccati dal trattamento disumano riservato al detenuto e lo denunciarono pubblicamente, provocando un immenso scalpore politico e mediatico. La giornalista scrisse un articolo intitolato Come muore Passannante che verrà pubblicato da Italia del Popolo e Il Messaggero; inoltre inviò una lettera al re sollecitandolo ad intervenire ma non avrà mai una risposta. Tuttavia, grazie a Mozzoni e Bertani, l'anarchico venne sottoposto a perizia medica e, dichiarato insano di mente, fu trasferito al manicomio in condizioni più dignitose.
Nel 1886, a 49 anni sposò il conte Malatesta Covo Simoni, più giovane di dieci anni. Il matrimonio durò solo sette anni ed ebbe effetti molto negativi sulla personalità di Anna Maria Mozzoni, soprattutto a causa degli strascichi giudiziari.
Si batté per tutta la vita per la concessione del voto alle donne, presentando mozioni al Parlamento italiano nel 1877 e nel 1906. Nel 1878 rappresentò l'Italia al Congresso internazionale per i diritti delle donne di Parigi. L'anno seguente fondò a Milano la "Lega promotrice degli interessi femminili".

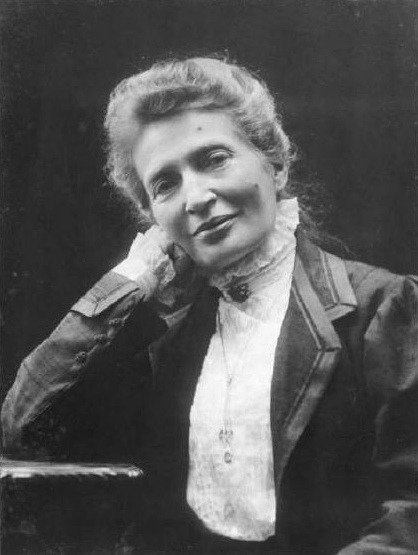
Anna Kulisciova fotografata da Mario Nunes Vais a Firenze nel 1908

Avvicinatasi al movimento socialista, nei primi anni del Novecento criticò le proposte di tutela del lavoro femminile sostenute da Anna Kuliscioff, convinta che avrebbero legittimato differenziazioni salariali e denunciando così l'assenza proprio nel PSI di una campagna autonoma per l'uguaglianza sociale tra i sessi.
Da allora, pur restando in buoni rapporti con i socialisti, Anna Maria Mozzoni, sempre fortemente impegnata per l'estensione del diritto di voto alle donne, si riportò su posizioni filo mazziniane, intervenendo nel 1901, al congresso costitutivo del Partito Mazziniano Italiano, guidato da Felice Albani e da sua moglie Adelaide Albani Tondi, anch'essa fervente emancipazionista e direttrice della rivista Fede Nuova, per la quale Mozzoni scrisse diversi articoli.
Nel 1914, come la gran parte delle donne orbitanti intorno al repubblicanesimo italiano, Mozzoni abbracciò la campagna interventista, guardando al Primo conflitto mondiale come al naturale compimento del processo risorgimentale.
Morì a 83 anni a Roma nel 1920.

## Opere
- Anna Maria Mozzoni, La donna e i suoi rapporti sociali, su books.google.it, Milano, Tipografia sociale, 1864. da Internet archive
- La donna in faccia al progetto del nuovo Codice civile italiano, Milano, Tipografia Sociale, 1865.
- Anna Maria Mozzoni, Un passo avanti nella cultura femminile. Tesi e progetto, su archive.org, 1866. da Internet archive
- A. M. Mozzoni, Il Bonapartismo in Italia. Memoria, 1867, su books.google.it.
- Un passo avanti nella cultura femminile. Tesi e progetto, Milano, Tipografia Internazionale, 1866. in Wikisource
- La servitù delle donne, traduzione di J. S. Mill, The Subjection of Women, Milano, Legroy, Tipografia Sanvito, 1870
- Sul regolamento sanitario della prostituzione, in «La Riforma del secolo XIX», Milano, 1870
- Anna Maria Mozzoni, Del voto politico alle donne, in La Donna, n. 290, 30 marzo 1877. in Wikisource
- Il Congresso Internazionale per i diritti delle donne in Parigi, in «La donna» 10/305, 1878
- Della riforma sociale in favore delle donne, Roma, 1880
- I socialisti e l'emancipazione della donna, Alessandria, 1892
- Anna Maria Mozzoni, La liberazione della donna, a cura di Franca Pieroni Bortolotti, Milano, Mazzotta, 1975. in Wikisource
- Anna Maria Mozzoni, La donna nella famiglia, nella città e nello Stato: discorso detto a Bologna il giorno 16 novembre 1890, Bologna, Tipografia e Litografia A. Pongetti, 1891.
- Anna Maria Mozzoni, Sul regolamento sanitario della prostituzione, in Il pensiero democratico e socialista dell'Ottocento.
- Anna Maria Mozzoni, La donna e i suoi rapporti sociali (1864), in Il pensiero democratico e socialista dell'Ottocento.
- Anna Maria Mozzoni, Delle condizioni civili e politiche delle italiane, in Il pensiero democratico e socialista dell'Ottocento.
- Anna Maria Mozzoni, Della riforma sociale in favore delle donne (1878), in Il pensiero democratico e socialista dell'Ottocento.
- Anna Maria Mozzoni, Del voto politico delle donne, Venezia, tip. M. Visentini, 1877.
- Anna Maria Mozzoni, I socialisti e l'emancipazione della donna, Alessandria, Tip. sociale diretta da G. Panizza, 1892.
- Anna Maria Mozzoni, La liberazione della donna, Milano, All around, 2018, ISBN 978-88-99332-17-4.
- Anna Maria Mozzoni, La donna nella famiglia, nella città e nello Stato: discorso detto a Bologna il giorno 16 novembre 1890, Bologna, Tipografia e Litografia A. Pongetti, 1891.
- Anna Maria Mozzoni, L'organizzazione dei lavoratori, Cremona, Tip. Sociale, 1891.
- Anna Maria Mozzoni, Un passo avanti nella cultura femminile, Milano, Tipografia internazionale, 1866.
- Anna Maria Mozzoni, Alle fanciulle, Milano, F. Fantuzzi, 1891.
- Anna Maria Mozzoni, La questione della emancipazione della donna in Italia: dalla "Roma del popolo" del 1871, Cremona, P.A.C.E, 1978.
- Anna Maria Mozzoni, Parole di Anna Maria Mozzoni rappresentante la lega promotrice degli interessi femminili al comizio di Roma, nei giorni 11 e 12 febbraio 1881, Roma, Tipografia Artero, 1881.
- Anna Maria Mozzoni, Risposta di A. Maria Mozzoni all'opuscolo della Signora Elvira Ostacchini, Parma, P. Grazioli, 1866.
- Anna Maria Mozzoni, La donna in faccia al progetto del nuovo codice civile italiano, Milano, Tip. sociale, 1865.
- Anna Maria Mozzoni, I diritti delle donne: discorso inaugurale pronunciato al Congresso internazionale per il diritto delle donne svoltosi a Parigi il 25 luglio 1878.
- Anna Maria Mozzoni, Delle condizioni civili e politiche delle italiane: lettura tenuta in una pubblica adunanza a Bergamo, Bergamo, Stab. tipolit. Gaffuri e Gatti, 1878.
- Anna Maria Mozzoni, Alle fanciulle.
- Anna Maria Mozzoni, La donna e i suoi rapporti sociali, Milano, Vendibile presso Antonietta Vaccari : la Tipografia Sociale, 1864.
- Anna Maria Mozzoni, Il bonapartismo in Italia: memoria di Anna Maria Mozzoni letta nella sala della Società Politica in Milano, Milano, Tip. Terzi, 1867.
- Anna Maria Mozzoni, A las hijas del pueblo, Buenos Aires, Biblioteca de La questione sociale, 1895.
- Anna Maria Mozzoni, Lettera di Anna Maria Mozzoni all'onorevole Zanardelli relatore sul progetto di riforma della legge elettorale, Roma, Stabilimento tipografico italiano, 1881.
- Anna Maria Mozzoni, Dei diritti della donna, Milano, Società per le letture pubbliche editrice, 1865.
- Anna Maria Mozzoni, Da Ildebrando a Pio 9: lettura fatta alla Società filotecnica di Torino dalla signora Anna Maria Mozzoni, Torino, Tipografia G. Derossi, 1885.
- Anna Maria Mozzoni, Dei diritti della donna, [Ferrara, Luciana Tufani editrice, 2015.
- Anna Maria Mozzoni e Fiorenza Taricone, Alle fanciulle e alle figlie del popolo, Roma, Caravan, 2015, ISBN 978-88-96717-20-2.
- Anna Maria Mozzoni e Franca Pieroni Bortolotti, La liberazione della donna, Milano, Mazzotta, 1975.
- John Stuart Mill e Anna Maria Mozzoni, La servitù delle Donne: Traduzione e prefazione di Anna Maria Mozzoni, Lanciano, R. Carabba Edit. Tip, 1926.
- John Stuart Mill e Anna Maria Mozzoni, La servitù delle donne, Ristampa anastatica, Lanciano, R. Carabba, 2011, ISBN 978-88-6344-182-6.